# Alphonse Delacroix

Alphonse Delacroix

Alphonse Delacroix (* 10. Januar 1807 in Dole; † 7. Januar 1878 in Besançon) war ein französischer Architekt und Archäologe. Er gilt als einer der bedeutendsten Architekten der Franche-Comté des 19. Jahrhunderts.

## Leben

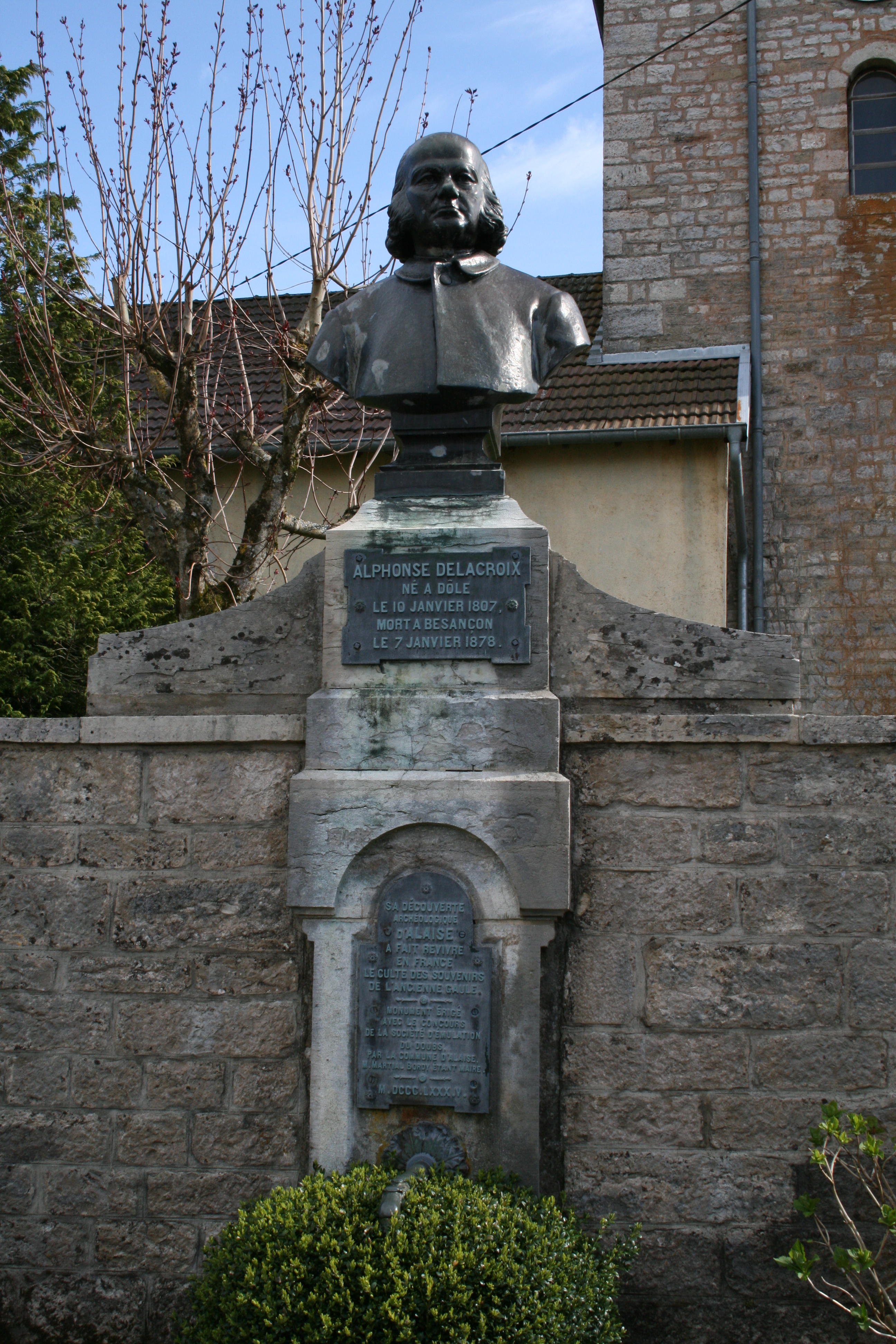
Grabmal

Delacroix besuchte die École des beaux-arts in Besançon und in Paris und ließ sich 1830 in Besançon nieder, wo er eine Anstellung als Architekt des Départements Doubs und der Diözese erhielt. 1837 wurde er Stadtarchitekt. Er war Gründungsmitglied der Société d’émulation du Doubs und der Société des architectes des Départements. In Besançon führte er wichtige Projekte durch, insbesondere die Anlage der Promenade Micaud, einer Parkanlage am Doubs (1843), und die Restaurierung des alten Arsenals.
Als Archäologe machte er sich um die Entdeckung der Steinsalzminen am Doubs verdient. Delacroix starb 1878 und wurde auf dem Friedhof im Ortsteil Les Chaprais beigesetzt. Seine Heimatstadt Besançon benannte eine Straße nach ihm.

## Werke

### In Besançon
- Fassade des Hôtel de Mesmay (1839)
- Temple St-Esprit (Renovierung als Kirche der reformierten Gemeinde, 1841)
- École de l’arsenal (jetzt Justizpalast, 1848)
- Pfarrkirche Saint-Claude (1854–1858)
- Brunnen auf der Place de la Révolution
- Hôtel de Sainte-Agathe (7 rue d’anvers, 1867)
- Mädchenschule (10 place du théâtre, 1874/77)

### Auswärtige
- Kirche Notre-Dame-de-l’Assomption-des-Champs in Rancenay
- Pfarrkirche Saint-Laurent in Arc-sous-Montenot (1839)
- Himmelfahrtskirche (Église de l’Assomption) in Anteuil (1844–1854)
- Waschhaus in Loray (1851)